# Carex ophiopogon
Carex ophiopogon är en halvgräsart som beskrevs av Augustin Abel Hector Léveillé. Carex ophiopogon ingår i släktet starrar, och familjen halvgräs. Inga underarter finns listade i Catalogue of Life.